# Нечаевщина (Тверская область)
Нечаевщина — деревня в Пеновском районе Тверской области.

## География
Находится в западной части Тверской области на расстоянии приблизительно 7 км на север-северо-запад по прямой от районного центра поселка Пено.

## История
Деревня была показана на карте Менде (состояние местности на 1848 год). В 1859 году здесь было учтено 11 дворов, в 1939 — 42. До 2020 года входила в Заёвское сельское поселение (Тверская область) Пеновского района до их упразднения.

## Население
Численность населения: 84 человека (1859 год), 14 (русские 100 %) 2002 году, 10 в 2010.